# 二河川 (広島県)
二河川（にこうがわ）は、広島県西南部の呉市中心部を流れる二河川水系の本流で、二級河川。

## 地理
広島県呉市中心から北東方向にある灰ヶ峰（標高737m）に源を発し、北上し安芸郡熊野町に入った後、西から南へと大きく曲がる中で再び呉市に入り、南下していき呉港に注ぐ。流域殆どを呉市が占め、途中熊野町、一部の支流が広島市安芸区に入る。
上中下流域は以下のとおり。
- 上流域 - 源流から熊野町

灰ヶ峰から熊野盆地までである。呉市苗代町を北進し、広島県道174号瀬野呉線にそって安芸郡熊野町呉地に入り、入ってすぐ西に旋回しだす。河道形態は単断面、河幅は5から20メートル、河床勾配は1/10から1/70で一部で川底に岩が露出している。
- 中流域 - 熊野盆地・本庄水源地

熊野盆地から渓谷・二河峡北端付近までである。熊野町内を西進し、熊野町川角あたりで南へ転進、呉市押込町に入り本庄水源地の西側を南進しながら、広島県道31号呉平谷線に沿って蛇行しながら進んでいく。河道形態は単断面、河幅は20から30メートル、河床勾配は1/140から1/270。
- 下流域 - 二河峡から河口

二河峡の中心を進んだ後、呉市中心部に入り、まっすぐ呉港へと進んでいく。市街地に入りゆるやかに進み高水敷が造られている。河道形態は複断面、河幅は30から100メートル、河床勾配は約1/430。

## 沿革
中世から近世にかけて、中流域の熊野町は周辺の交通の要地として発達、下流域の呉市は半農半漁の村落が点在していた。流域には渇水対策のためこの時代から幾つか溜池が造られている。ただ江戸時代までこの流域が歴史の表舞台に立つことはなかった。
大きく変わったのは1886年（明治19年）海軍区が制定され呉鎮守府が置かれることになり、安芸郡呉港は軍港として整備されることが決まったことである。その呉鎮へ安定して上水を送り込む軍用水道の水源として大日本帝国海軍により二河川の開発が始まり、まず明治時代に二河峡内に取水口「二河水源地」が造られ、大正時代には貯水池「本庄水源地」が建設された。
1927年（昭和2年）、河口部の現在の呉市築地町で埋め立て工事が始まり、これに伴い大規模な河川改修が行われている。1945年（昭和20年）9月枕崎台風、1967年（昭和42年）梅雨災害、と幾つもの災害に合う中で、上流域の呉市苗代町や中流域の呉市焼山町で局所的に護岸改修および砂防堰堤建設が行われていた。
1999年（平成11年）6.29豪雨災害で流域に大きな被害が出ている。

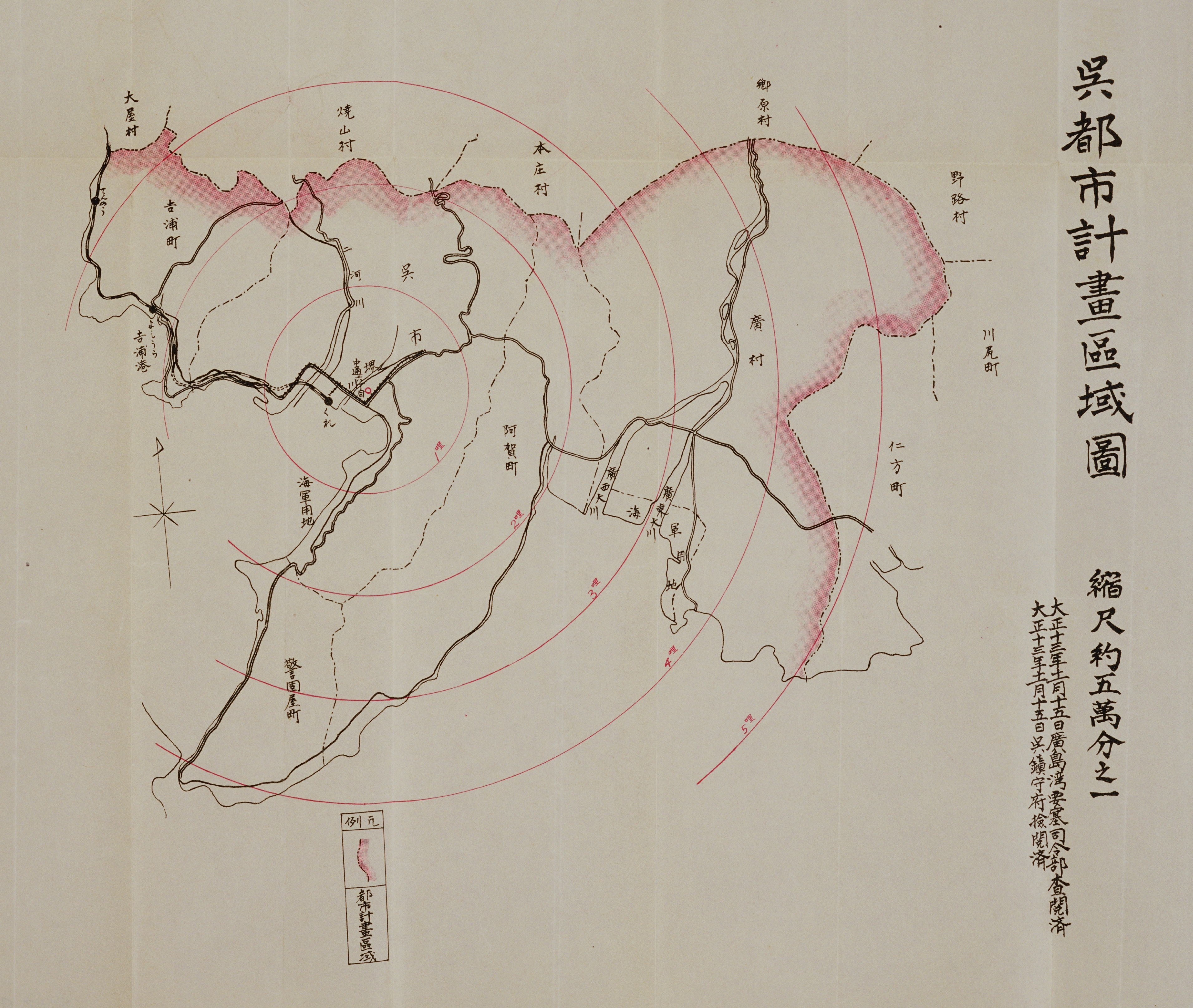
1924年（大正13年）呉市都市計画図。同心円中心左側に二河川が見える。
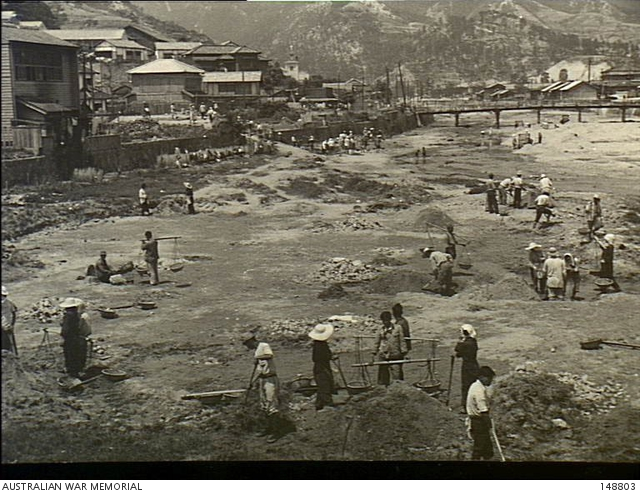
1953年浚渫中。

## 自然
上流域の灰ヶ峰麓や中流域の本庄水源地周辺の自然公園、下流域の渓谷「二河峡」と自然豊かな流域である。ただ二河峡以外はコンクリートで護岸整備され砂防堰堤には魚道が造られていないなど、生物にとってはいい環境とはいえない。
水質は、環境省「水質汚濁に係る環境基準」において全流域で「A類型」（BOD75%値 2.0 mg/l以下）。汽水域は河口から約1.6 km（呉三津田高校付近）。
気候は瀬戸内海式気候に属し、梅雨期と台風期以外は降水量は少ない。地質は流域全体を花崗岩（広島型黒雲母花崗岩）で形成され、上流灰ヶ峰付近は一部流紋岩、下流の平野は風化した花崗岩が堆積したマサ土による沖積層となっている。
生物は以下のとおり。
- 植生 : 流域の8割をアカマツが占めている。他、アカメガシワ・ササ・ススキなどが点在している。水生としてはツルヨシやコカナダモが確認されている。
- 魚類 : 流域全部でカワムツが生息している。下流域にはアユが生息しているが二河峡が遡上を妨げている。一方で二河峡には、環境省レッドリスト入りしているメダカが自生している。
- 昆虫類 : 環境省レッドリスト入りしているギフチョウ・オオムラサキ、広島県レッドリスト入りしているムカシヤンマ・ハッチョウトンボが確認されている。
- 貝類 : 河口域の干潟にはアサリ・ホトトギスガイが生息している。

## 産業
上流域はほぼ農地、中下流域が住宅地、河口部が工業地である。
中流域の熊野町は筆の産地として特に有名。江戸時代末期に製造技術が入ってくると普及し「熊野筆」として全国に普及している。
上記の通り、二河水源地（工業用水）・本庄水源地（上水道）と呉市水道の2つの取水が行われており、その他にも熊野町水道の呉地浄水場へも取水されている。農業用水の取水は24箇所。
河口部はIHI関連企業やバブコック日立呉工場・ダイクレなどの呉海軍工廠からの流れをくむ工業地がある。

## 景観
以下、支流含めた全流域にある主な施設・景勝地を上流側から列挙する。ただし教育機関・神社仏閣は過多のため除く。
- 灰ヶ峰公園
- 呉市総合スポーツセンター
- 熊野町郷土館
- 熊野町役場
- 筆の里工房
- 本庄ダム
- 二河峡（二河峡公園） - 市の名勝。河口から約3.7kmに位置し、全長約2.5kmの渓谷。大きな岩や木々に囲まれ、「男滝」（全高約30m）「女滝」（全高約37m）の2つの滝が名所[7]。
  - 二河水源地 - 二河峡内にある石造の坑門形状の取水施設。1889年（明治22年）旧海軍により造られ現在も利用されている。国の登録有形文化財[4]。
- 二河公園 - 二河峡下流側にある運動公園。呉市二河野球場・呉市二河屋内練習場・呉市二河公園多目的グラウンドをメインに、バレーボール場、テニス場、弓道場、市営プール（二河プール）などがある[8]。
- 呉共済病院
- 二河橋
- 呉駅
- 済生会呉病院
- 呉三条病院
- 二河川公園
- 呉港

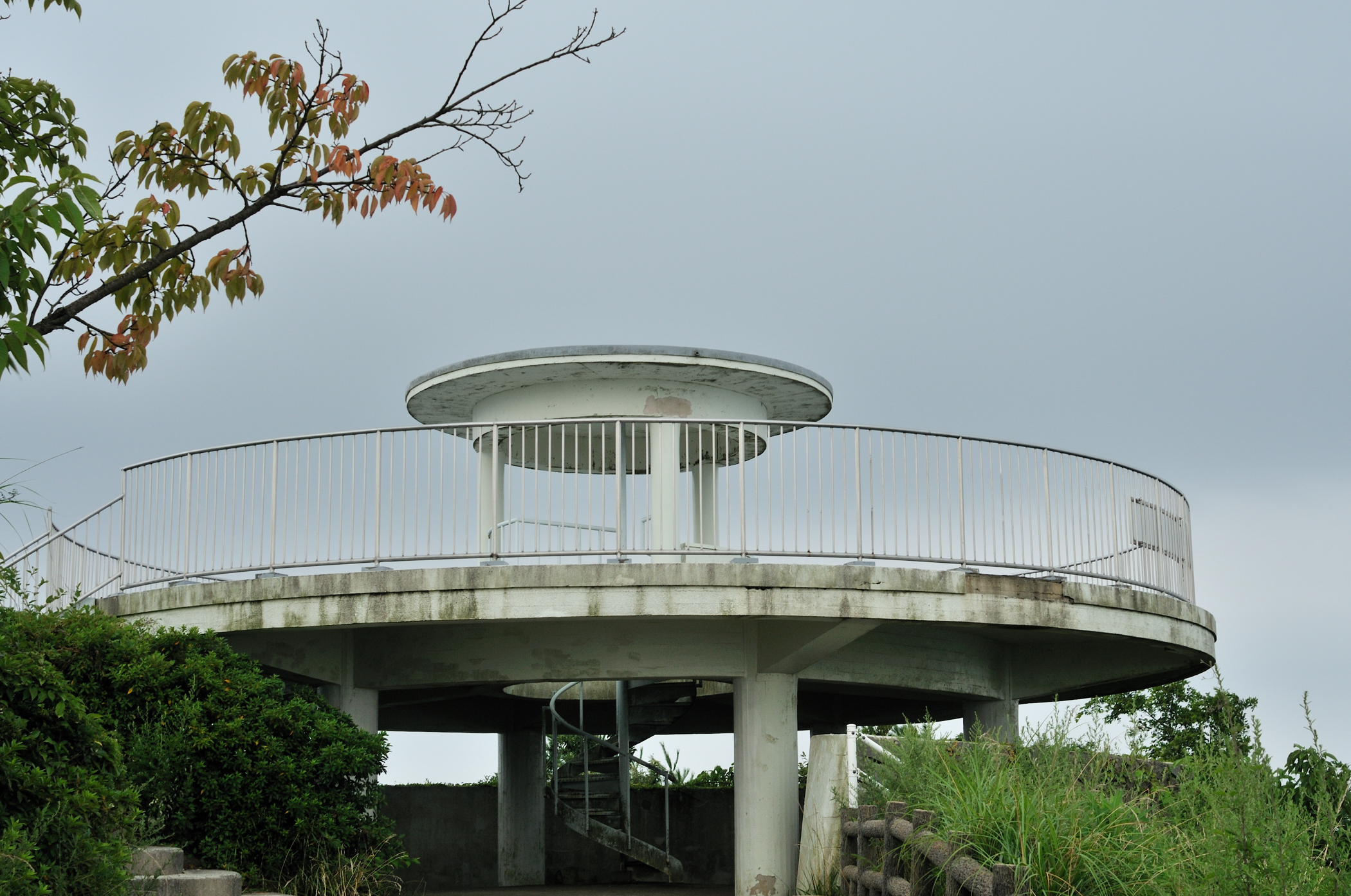
灰ヶ峰展望台。
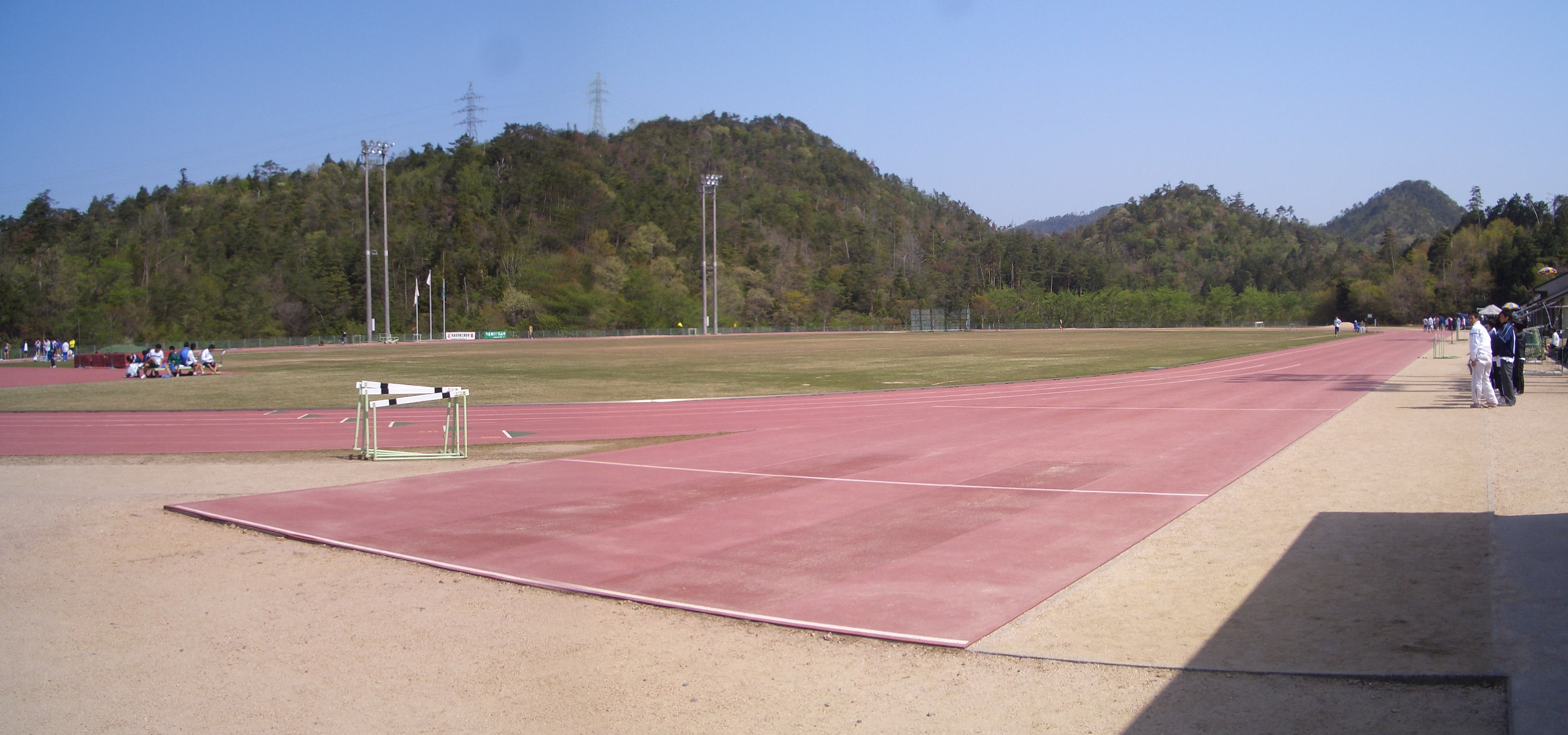
呉市総合スポーツセンター。
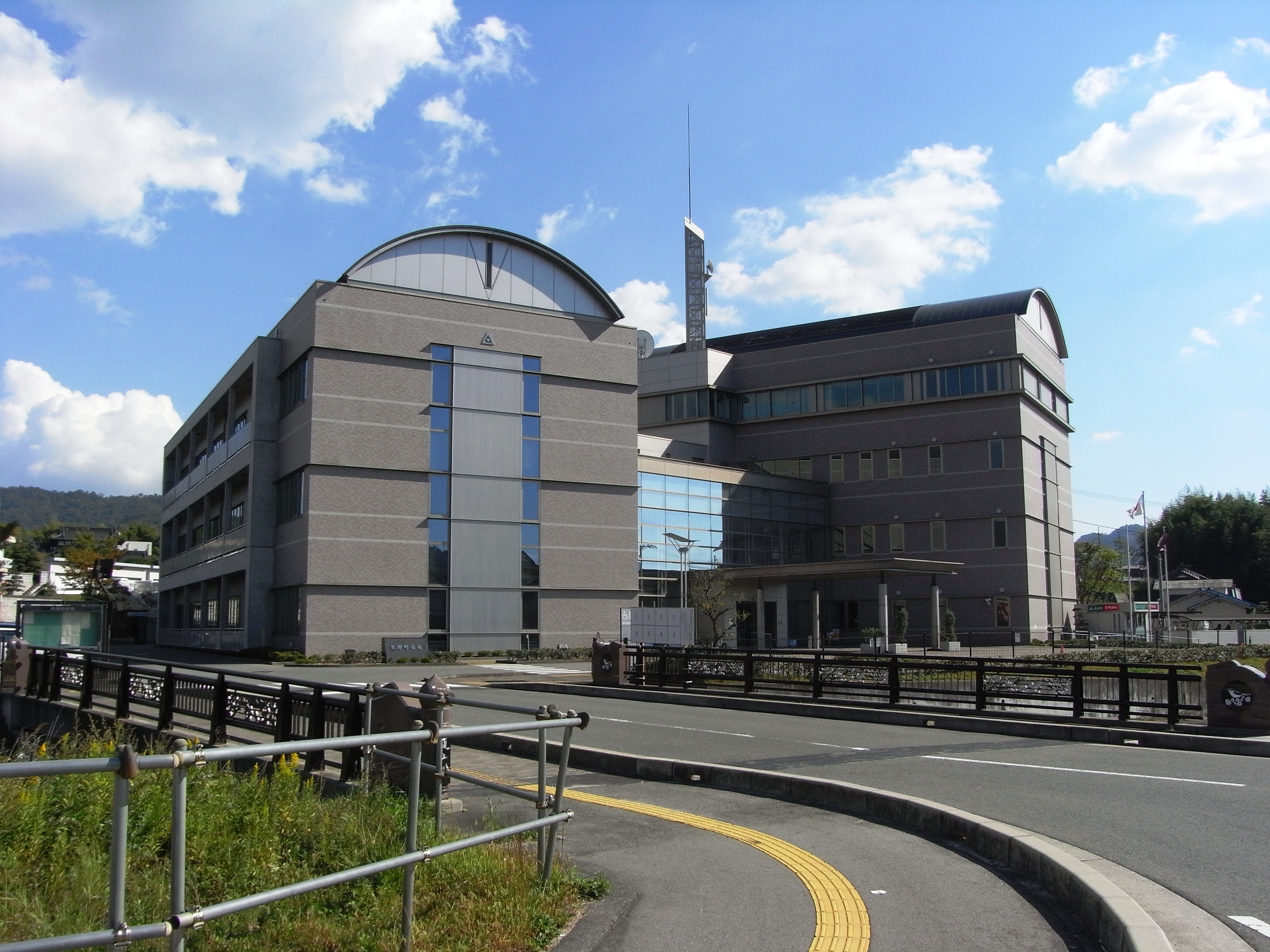
熊野町役場。
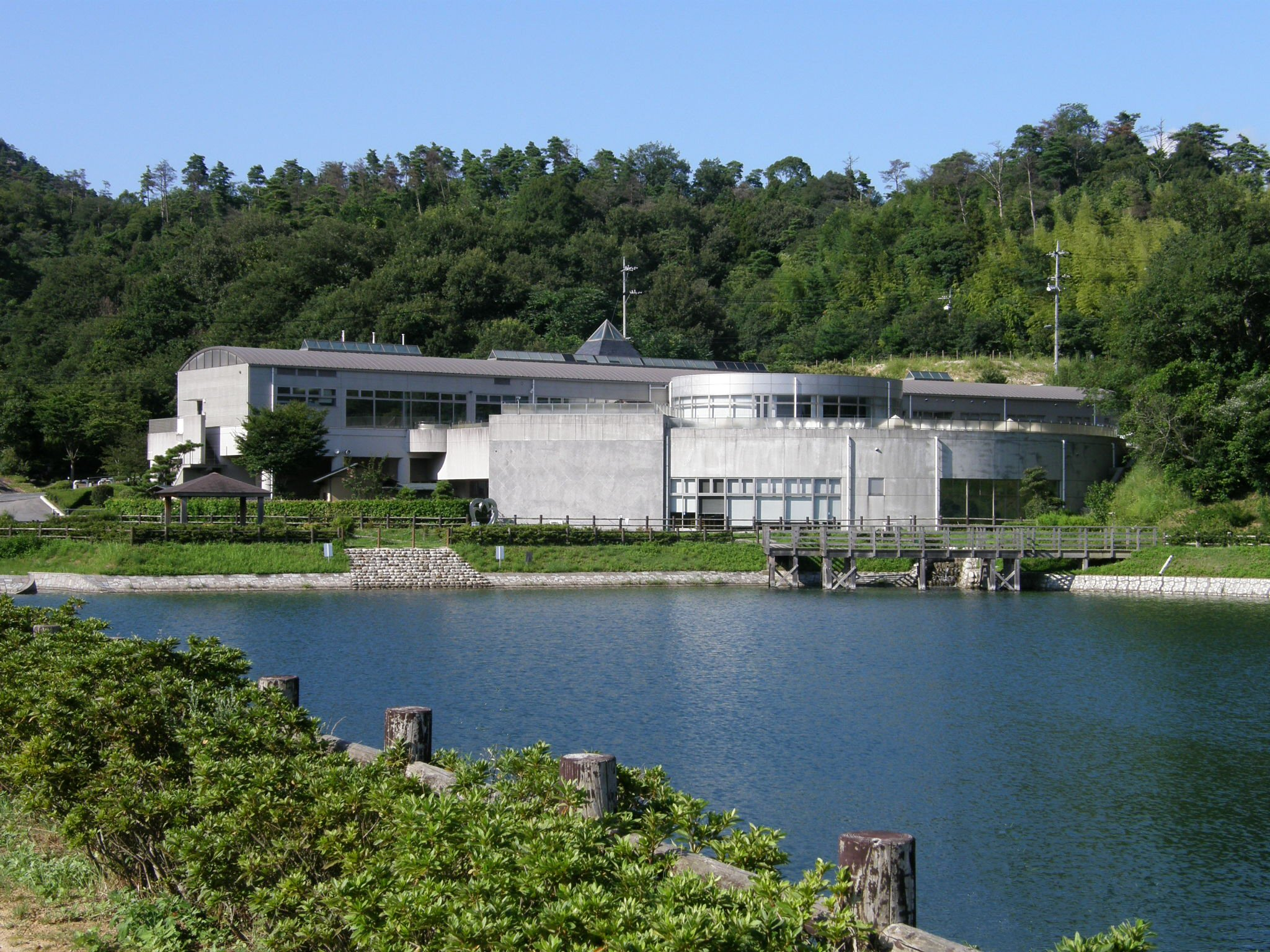
筆の里工房。手前の溜池（坂面大池）から流れ出る水は二河川水系支流・石風呂川にたどり着く。
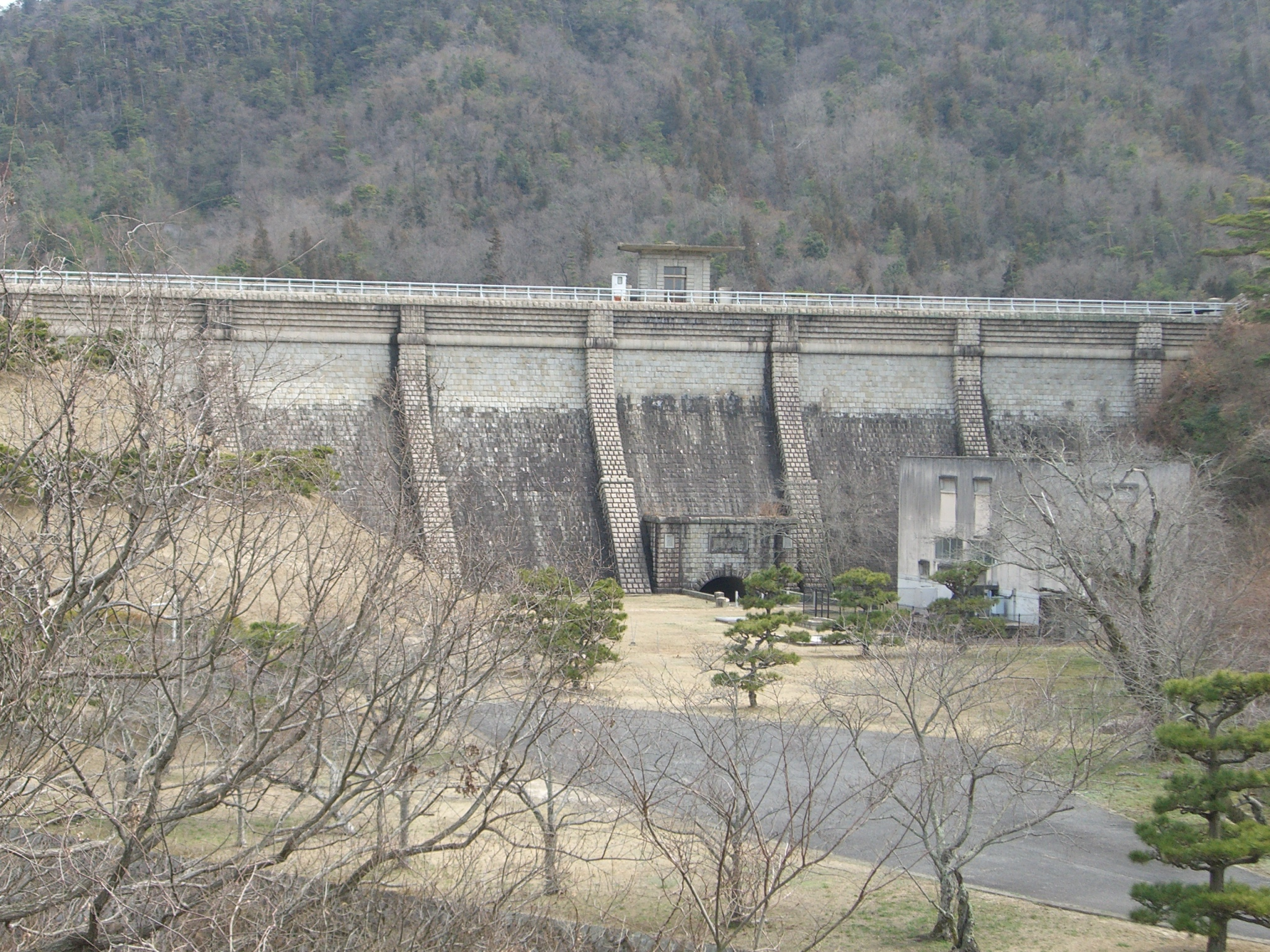
本庄ダム。
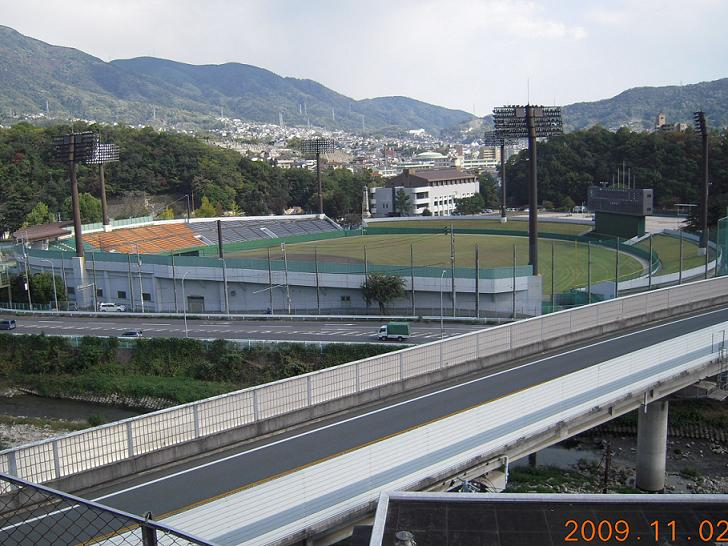
二河野球場。手前の川が二河川。
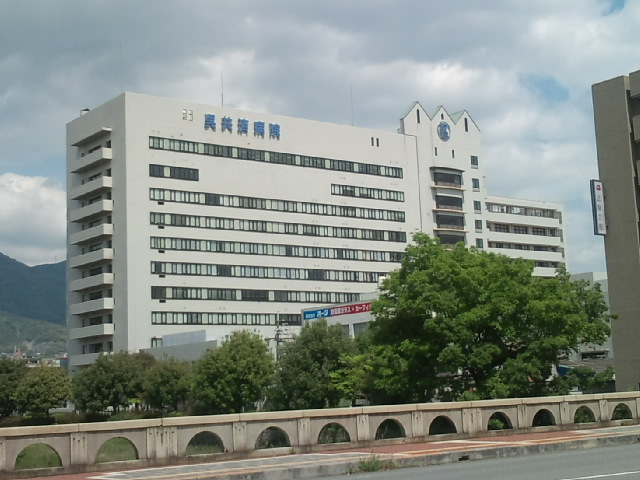
二河川にかかる二河橋上からの呉共済病院。
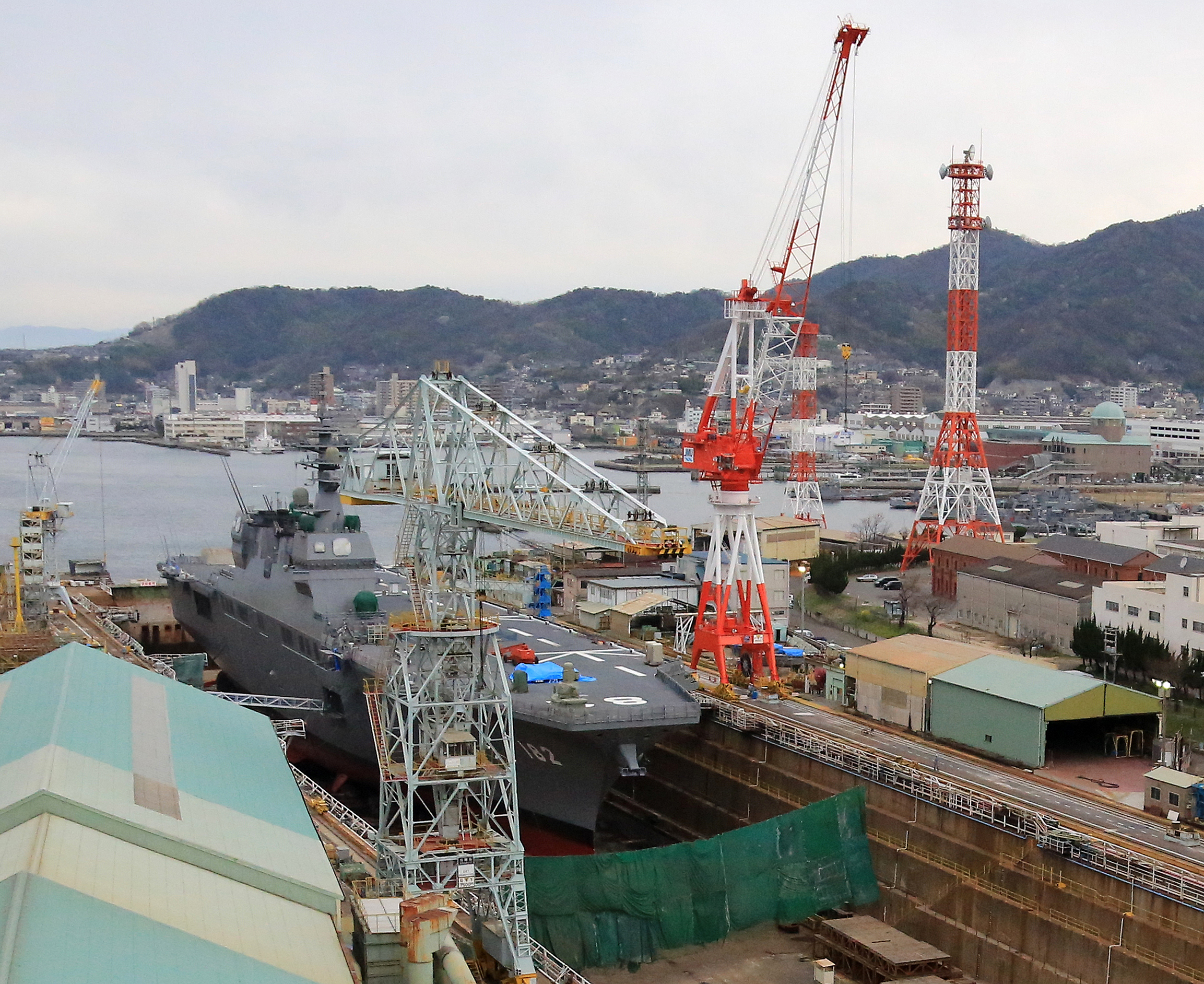
ジャパン マリンユナイテッド昭和地区越しの呉港。写真中央やや右辺りが二河川河口にあたる。

## 参考資料
- 広島県『二級河川二河川水系河川整備基本方針』
  - 『1.河川の総合的な保全と利用に関する基本方針』（PDF）（プレスリリース）広島県、2011年12月1日。2013年4月30日閲覧。
  - 『2.河川の整備の基本となるべき事項』（PDF）（プレスリリース）広島県、2011年12月1日。2013年4月30日閲覧。
- 広島県立呉宮原高等学校『宮校博物部』